# 東簾舞停留所
東簾舞停留所（ひがしみすまいていりゅうじょ）は、かつて北海道札幌市南区簾舞3区にあった定山渓鉄道線の駅（停留所）である。同線の廃線により1969年（昭和44年）に廃駅となった。
国立白川療養所の患者や従事員、見舞客の便を図って設けられた。療養所の患者は長期療養者が多く、全道各地から入院者を受け入れていたほか、道外から来る人もおり、停留場の事務も相応に忙しかったという。
停留所のすぐ近くを豊平川が流れ、周辺には簾舞ダムがあり、御料峡や御料橋を取り込んだハイキングコースの終点として知られていた。

## 歴史
- 1951年（昭和26年）11月1日：開業[1]。
- 1955年（昭和30年）5月：利用客の増加に伴い、二階建て住宅兼用の待合室を設置し、駅員を配置[1]。
- 1969年（昭和44年）11月1日：定山渓鉄道線廃止に伴い廃駅。

## 隣の駅
定山渓鉄道
定山渓鉄道線
下藤野停留所 - 東簾舞停留所 - 簾舞駅